# Высшие Волковцы
Высшие Волковцы (укр. Вищі Вовківці) — село в Хмельницком районе Хмельницкой области Украины.
Население по переписи 2001 года составляло 208 человек. Почтовый индекс — 31355. Телефонный код — 3822. Занимает площадь 1,13 км². Код КОАТУУ — 6825087203.

## Местный совет
31362, Хмельницкая обл., Хмельницкий р-н, с. Россоша